# Vicente del Castillo
Vicente del Castillo nació en Paraná, Entre Ríos, el 5 de abril de 1807. Hijo de Celedonio José del Castillo, quien fue gobernador de siete pueblos de Misiones y ministro de la gobernación de Entre Ríos en repetidas oportunidades, y de María del Tránsito Carriego. 
Fue ministro secretario de los gobernadores Pedro Barrenechea y Juan León Solas. Desempeñó el cargo de diputado de la legislatura provincial, y el de contador, ministro, y gobernador delegado del coronel Vicente Zapata.
Fue el último Ministro de Hacienda de la Confederación Argentina con sede en Paraná, Entre Ríos, durante la presidencia de Santiago Derqui (1860-1862). Durante esta administración, pagó de su propio patrimonio empréstitos extranjeros contraídos por la Nación, sumiéndose en la pobreza. El gobierno hipotecó a su beneficio la Casa de Gobierno, disposición que luego dejó sin efecto.
Más tarde, en mérito a sus servicios, se dispuso la pensión de una onza de oro a favor de su hijo Lucilo del Castillo, para costear sus estudios de medicina. Fue nombrado "Benemérito de la Patria", por decreto del poder ejecutivo nacional.
Terminó sus días como maestro de primeras letras en Concepción del Uruguay. Falleció en Paraná el 3 de julio de 1874. Había casado en primeras nupcias con doña Juana Felipa Migueles, natural de Santa Fe, con quien tuvo nueve hijos, y al enviudar, contrajo segundas nupcias con doña Manuela Josefa Hereñú, su prima hermana, con quien